# إيرارات
كانت إيررات (الأرمينية: Այրարատ) مقاطعة في أرمينيا القديمة (حوالي 300-800). المدينة الرئيسية كانت أوشاكان. ويعتقد أن اسم أيرارات هو الاسم الأرمني المكافئ للأسماء الجغرافية Urartu (الأرمينية: Արարատ ، أرارات).